# سعید قائم‌مقامی
سعید قائم‌مقامی (زاده ۵ مرداد ۱۳۲۲ در تهران – درگذشته ۲۷ تیر ۱۳۹۹ در لس آنجلس) گوینده رادیو اهل ایران بود. او کارش را با گزارشگری در رادیو آغاز کرد، بعداً به اجرای خبر و برنامه‌های بامدادی رادیو مشهور شد گرچه عمده کارش در سازمان رادیو و تلویزیون ملی ایران به مدیریت گذشت.

## آغاز زندگی
سعید قائم‌مقامی در ۵ مرداد ۱۳۲۲ در تهران چشم به جهان گشود. او در سنین نوجوانی به ادبیات و هنر پرداخت و در دوران دبیرستان ده‌ها نمایشنامه و قصه کوتاه نوشت که در مدارس سراسر ایران بروی صحنه رفتند. در شانزده سالگی گروه تئاتری کاوه را بر پا کرد و نمایشنامه‌های بسیاری را در صحنه و در تلویزیون خصوصی ثابت پاسال تهران به اجرا درآورد. وی در سال ۱۳۴۱ پس از پایان دوران دبیرستان به عنوان گزارشگر و هنرپیشه نمایش‌های رادیویی به استخدام وزارت اطلاعات و جهانگردی (رادیو ایران) درآمد.

## رادیو تلویزیون ملی ایران
با برپایی تلویزیون دولتی ایران (سازمان رادیو تلویزیون ملی ایران) سعید قائم‌مقامی از نخستین کسانی بود که به این سازمان پیوست. او به عنوان یکی از بنیان‌گذاران تلویزیون ملی ایران شناخته می‌شود. سعید قائم‌مقامی کار خود را در تلویزیون به عنوان گوینده خبر و گزارشگر و مجری برنامه‌های گوناگون ادامه داد. وی هم‌زمان با فعالیت‌های تلویزیونی خود، در دانشکده علوم ارتباطات اجتماعی، تحصیل خود را در زمینه خبرنگاری و روابط عمومی ادامه داد و سرانجام در سال ۱۳۵۰ از این دانشکده فارغ‌التحصیل شد. وی پس از پایان تحصیل به سمت مدیریت رادیو تلویزیون ملی ایران در استان ساحلی منصوب شد و آنگاه به ترتیب در سمت مدیریت رادیو تلویزیون استان کرمان، مدیریت رادیو تلویزیون استان آذربایجان غربی، مدیریت رادیو تلویزیون استان آذربایجان شرقی، مدیریت رادیو تلویزیون هرمزگان، و رادیوی عربی ایران برای عراق به فعالیت‌های خود ادامه داد. سعید قائم‌مقامی در بازگشت به تهران، به مدیریت پخش برنامه‌های شبکه یک تلویزیون ملی ایران و مدیریت اخبار سراسری رادیو ایران پرداخت. سعید قائم‌مقامی در همه این سال‌ها در کنار مشغولیت‌های خود به کار گویندگی و اجرای برنامه‌های رادیو تلویزیونی ادامه داد. برنامه‌های زنده بامدادی سعید قائم‌مقامی (صبح به خیر ایران) مورد توجه میلیون‌ها ایرانی قرار گرفت و تحولی را در ادامه برنامه‌های زنده رادیویی به وجود آورد.
آخرین مسئولیت سعید قائم‌مقامی، راه‌اندازی یک رادیوی اف.ام. ۲۴ساعته و زنده برای شهر تهران تا مهر ۱۳۵۷ بود. این برنامه، بیرون از استودیو و با دستگاه‌های فرستنده از سطح شهر اجرا می‌شد.

## پس از انقلاب
سعید قائم‌مقامی در میانه انقلاب ۱۳۵۷ ایران برای درمان همسرش در ایالات متحده آمریکا بود. او با وجود پیشنهاد رادیوی صدای آمریکا برای راه‌اندازی بخش فارسی، در اردیبهشت ۱۳۵۸ به ایران بازگشت. وی به محض بازگشت در فرودگاه مهرآباد دستگیر و برای ۳ سال زندانی شد. پس از آن از فعالیت‌های رادیو تلویزیونی کنار گذاشته شد و به کار آزاد روی آورد و به زندگی پنهانی روی آورد. سعید قائم‌مقامی سرانجام در سال ۱۳۶۷ (۱۹۸۸) به دلیل درگیری‌های سیاسی با جمهوری اسلامی ناگزیر به خروج از کشور شد.

## در آمریکا
سعید قائم‌مقامی پس از اقامتی ۲ ساله در اروپا و کانادا سرانجام به کالیفرنیا در آمریکا رفت و در آن سرزمین ساکن شد. وی در سال ۱۹۹۱ (میلادی) همکاری خود را با رادیو صدای ایران آغاز کرد که این همکاری تا سال ۲۰۰۶ (میلادی) ادامه یافت. این رادیو پس از رویدادهای ۱۸ تیر ۱۳۷۸ یکی از اصلی‌ترین بلندگوهای مخالفان جمهوری اسلامی ایران بود و با زندانیان سیاسی از درون زندان، مصاحبه می‌کرد.
وی پس از کناره‌گیری از این رادیو در اکتبر ۲۰۰۸ به راه‌اندازی پرشین رادیو اقدام کرد و همانند همه سال‌های گذشته مبارزه با جمهوری اسلامی از طریق امواج پرشین رادیو ادامه داد اما در نهایت از پرشین رادیو هم کناره‌گیری کرد. او پس از مدتی سکوت، با کمک و یاری برخی طرفداران خود در اواخر سال ۲۰۱۱ (میلادی) اقدام به تأسیس رادیو صدای مردم کرد.

## ترانه‌سرایی
سعید قائم‌مقامی علاوه بر استعداد شگرف در زمینه روزنامه‌نگاری و مدیریت اداری، توانایی ترانه‌سرایی نیز داشت. بر پایه گفته‌هایش از جمله ترانه‌های ماندگار او «مرد تنهای شب» و «ببار ای برف» به خوانندگی حبیب محبیان هستند که بسیاری به اشتباه آن ترانه‌ها را سروده خود حبیب می‌پندارند.

## درگذشت
سعید قائم‌مقامی در ۲۸ تیر ۱۳۹۹ پس از یک دوره چند ساله بیماری درگذشت.